# 淑儀范氏
淑儀范氏（숙의범씨）（1838年9月3日—1883年4月3日），朝鮮哲宗的後宮嬪御，本貫為羅州（錦城范氏），通政大夫范元植的女兒:187-190。
范氏生於清道光十八年（1838年）戊戌七月十五日；范元植無子，過繼堂姪范聖煥為嗣:192。范氏入宮為宮女，後被朝鮮哲宗臨幸成為後宮，並誕下一女，即永惠翁主。不知何故，范氏在哲宗在位期間，沒有被授予正式內命婦品階，直到高宗三年（1866年）奉神貞王后旨意，將范氏賜予從二品淑儀品階，其女封為永淑翁主（後改號永惠翁主），並下賜宅第給兩人居住。
高宗二十年（1883年）范氏去世，享年四十六歲。其喪事依照先前另一哲宗後宮方淑儀的規格辦理。葬於楊州甾洞，龍城府夫人墓所局內案山下甲坐庚下之原。

## 附註
1. 1 2  .   [2020-12-29].
2. ↑  《高宗實錄》3卷,3年（1866）2月13日紀錄2
3. ↑  《高宗實錄》20卷,20年（1883）2月26日紀錄1